# Anthene juba
Anthene juba är en fjärilsart som beskrevs av Fabricius 1787. Anthene juba ingår i släktet Anthene och familjen juvelvingar. IUCN kategoriserar arten globalt som livskraftig. Inga underarter finns listade i Catalogue of Life.